# فرناندو دي لا جارا
فرناندو دي لا جارا (بالإسبانية: Fernando de la Jara)‏ هو نحات ورسام بيروفي، ولد في 1948 في ليما في بيرو.